# Jouanne
Die Jouanne (im Oberlauf Dinard) ist ein Fluss in Frankreich, der im Département Mayenne in der Region Pays de la Loire verläuft. Sie entspringt im Gemeindegebiet von Sainte-Gemmes-le-Robert, entwässert generell in südwestlicher Richtung und mündet nach rund  58 Kilometern im Gemeindegebiet von Entrammes als linker Nebenfluss in die Mayenne.

## Orte am Fluss
- Neau
- Montsûrs
- Saint-Céneré
- Argentré
- Forcé
- Entrammes